# 広島県道235号道後山停車場線
広島県道235号道後山停車場線（ひろしまけんどう235ごう どうごやまていしゃじょうせん）は、広島県庄原市を通る一般県道である。

## 概要
庄原市西城町高尾（こうお）のJR西日本芸備線 道後山駅から広島県道444号油木小奴可線交点に至る。

### 路線データ
- 起点：庄原市西城町高尾（JR西日本芸備線 道後山駅前）
- 終点：庄原市西城町高尾（広島県道444号油木小奴可線交点）
- 総延長：172 m

## 地理

### 通過する自治体
- 庄原市

### 交差する道路
| 交差する道路              | 交差する場所         | 交差する場所 |
| ------------------------- | -------------------- | ------------ |
| 広島県道444号油木小奴可線 | 西城町高尾（こうお） | 終点         |

### 沿線
- JR西日本芸備線 道後山駅
- 高尾原スキー場